# Principessa Jolanda (schip)

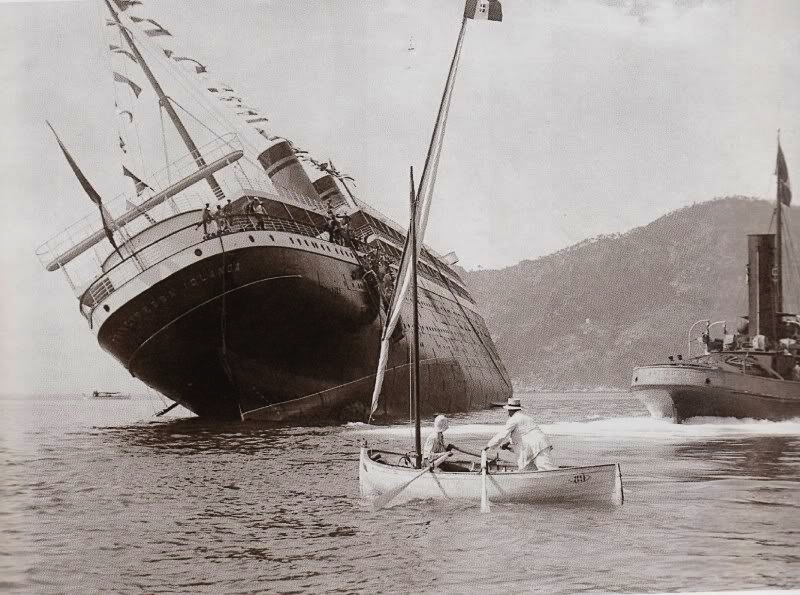
Kort na de tewaterlating maakt het schip al zware slagzij

De Principessa Jolanda was een stoomschip gebouwd voor een Italiaanse rederij.

## Tewaterlating
Op de vroege ochtend van 26 september 1907 werd de Principessa Jolanda in de haven van Riva Trigoso te water gelaten. Enkele seconden later werd een waterlek ontdekt in een van de componenten van het schip. Door fouten in de constructie kapseisde het schip in enkele minuten. Het schip werd later gesloopt en er werd een replica van gebouwd.

## Ramp zusterschip
Het zusterschip de Principessa Mafalda werd twee jaar later te water gelaten. Dit schip zonk in 1927 toen een van de schroeven plotseling afbrak. Het schip zonk in slechts 20 minuten. 300 opvarenden kwamen om het leven.